# Saughall
Saughall är en ort i civil parish Saughall and Shotwick Park, i distriktet Cheshire West and Chester, Storbritannien. Den ligger i grevskapet Cheshire och riksdelen England, i den södra delen av landet, 270 km nordväst om huvudstaden London. Saughall ligger 27 meter över havet och antalet invånare är 2 726.
Saughall var en civil parish 1948–2015 när blev den en del av Saughall and Shotwick Park och Puddington. Civil parish hade 3 009 invånare år 2011. Byn nämndes i Domedagsboken (Domesday Book) år 1086, och kallades då Salhale.
Terrängen runt Saughall är platt. Runt Saughall är det tätbefolkat, med 257 invånare per kvadratkilometer. Närmaste större samhälle är Birkenhead, 19,0 km norr om Saughall. Trakten runt Saughall består till största delen av jordbruksmark.